# Bída historicismu
Bída historicismu (německy Das Elend des Historizismus; anglicky The Poverty of Historicism) je kniha filozofa Karla Raimunda Poppera narozeného v Rakousku. Titul paroduje název Marxova spisu Bída filozofie. V této práci, stejně jako v knize Otevřená společnost a její nepřátelé, kritizuje Popper ideologii komunismu. O těchto svých knihách napsal, že obě vyrostly z teorie poznání, kterou vypracoval v práci Logika vědeckého bádání. Podle Karla Poppera byla jeho kniha Bída historicismu aplikací nové „Logiky vědeckého bádání“ na metody společenských věd. Popper chtěl ukázat neoprávněnost historického determinismu. Marxistický filozof Maurice Cornforth ve svém díle The Open Philosophy and the Open Society: A Reply to Dr. Karl Popper's Refutations of Marxism (1968) bránil marxismus před Popperovou kritikou.

## České překlady
- K. Popper, Bída historicismu. Praha 1994, opravené vydání 2000